# Harvard-Smithsonian Center for Astrophysics
Harvard–Smithsonian Center for Astrophysics (CfA) é uma instituição norte-americana de educação e pesquisa em astronomia, astrofísica, ciências da terra, ciência do espaço, e educação científica. O centro foi fundado em 1973 a partir de uma parceria entre a Smithsonian Institution e a Universidade Harvard. A sede da instituição localiza-se em Cambridge, Massachusetts, Estados Unidos. O diretor atual da instituição é Charles Roger Alcock, nomeado em 2004.
Com mais de 850 cientistas, engenheiros e equipe de suporte, o CfA está entre os maiores institutos de pesquisa astronômica do mundo. Seus projetos incluem avanços em cosmologia e astrofísica de alta energia, a descoberta de muitos exoplanetas e a primeira imagem de um buraco negro. O CfA também desempenha um papel importante na comunidade global de pesquisa em astrofísica: o Astrophysics Data System (ADS) do CfA, por exemplo, foi universalmente adotado como o banco de dados online do mundo de artigos de astronomia e física. Conhecido durante a maior parte de sua história como o "Harvard-Smithsonian Center for Astrophysics", o CfA renomeou em 2018 para seu nome atual em um esforço para refletir seu status único como uma colaboração conjunta entre a Universidade de Harvard e a Smithsonian Institution.